# Ornithocephalus dressleri
Ornithocephalus dressleri är en orkidéart som först beskrevs av Antonio Luiz Vieira Toscano, och fick sitt nu gällande namn av Antonio Luiz Vieira Toscano och Robert Louis Dressler. Ornithocephalus dressleri ingår i släktet Ornithocephalus och familjen orkidéer.
Artens utbredningsområde är Panamá. Inga underarter finns listade i Catalogue of Life.